# Basacantha dessaillyi
Basacantha dessaillyi är en mångfotingart som först beskrevs av Demange 1965.  Basacantha dessaillyi ingår i släktet Basacantha och familjen Chelodesmidae. Inga underarter finns listade i Catalogue of Life.